# Polityka zagraniczna Irlandii
Polityka zagraniczna Irlandii jest w głównej mierze oparta na jej członkostwie w Unii Europejskiej, ale równie ważne dla kraju są jej stosunki z Wielką Brytanią i Stanami Zjednoczonymi. Irlandia zmierza ku niezależności w zagranicznej polityce wojskowej przez co jest państwem neutralnym, nie jest też członkiem NATO. Polityka ta pomogła Irlandii odnieść sukces w misjach pokojowych ONZ, począwszy od 1960 w kryzysie w Kongo, a następnie na Cyprze, w Libanie i Bośni i Hercegowinie.

## Stosunki z Wielką Brytanią
Od wejścia w życie nowej konstytucji w 1937, Irlandia była zaangażowana w spór z Wielką Brytanią, co do statusu Irlandii Północnej. Zapisy w konstytucji Republiki Irlandii określały Irlandię Północną jako część "terytorium kraju" i w praktyce rząd irlandzki nie uznawał właściwej jurysdykcji Wielkiej Brytanii nad tym regionem. Od początku konfliktu w Irlandii Północnej w 1969 roku, oba rządy starały się spór rozwiązać. Ważnymi umowami w całym procesie były umowy: Sunningdale Agreement z 1973 i Anglo-Irish Agreement z 1985. W 1998 roku oba państwa podpisały umowę tzw. porozumienie wielkopiątkowe (Good Friday Agreement), tym samym odpowiednie artykuły w irlandzkiej konstytucji zostały zmienione, zaś roszczenia terytorialne zostały zastąpione aspiracjami do zjednoczenia ludzi. Zmieniono również oficjalne nazwy obu państw: z Republika Irlandii na Irlandia zaś w nazwie Zjednoczone Królestwo Wielkiej Brytanii i Irlandii dodano Północnej.

## Stosunki z USA

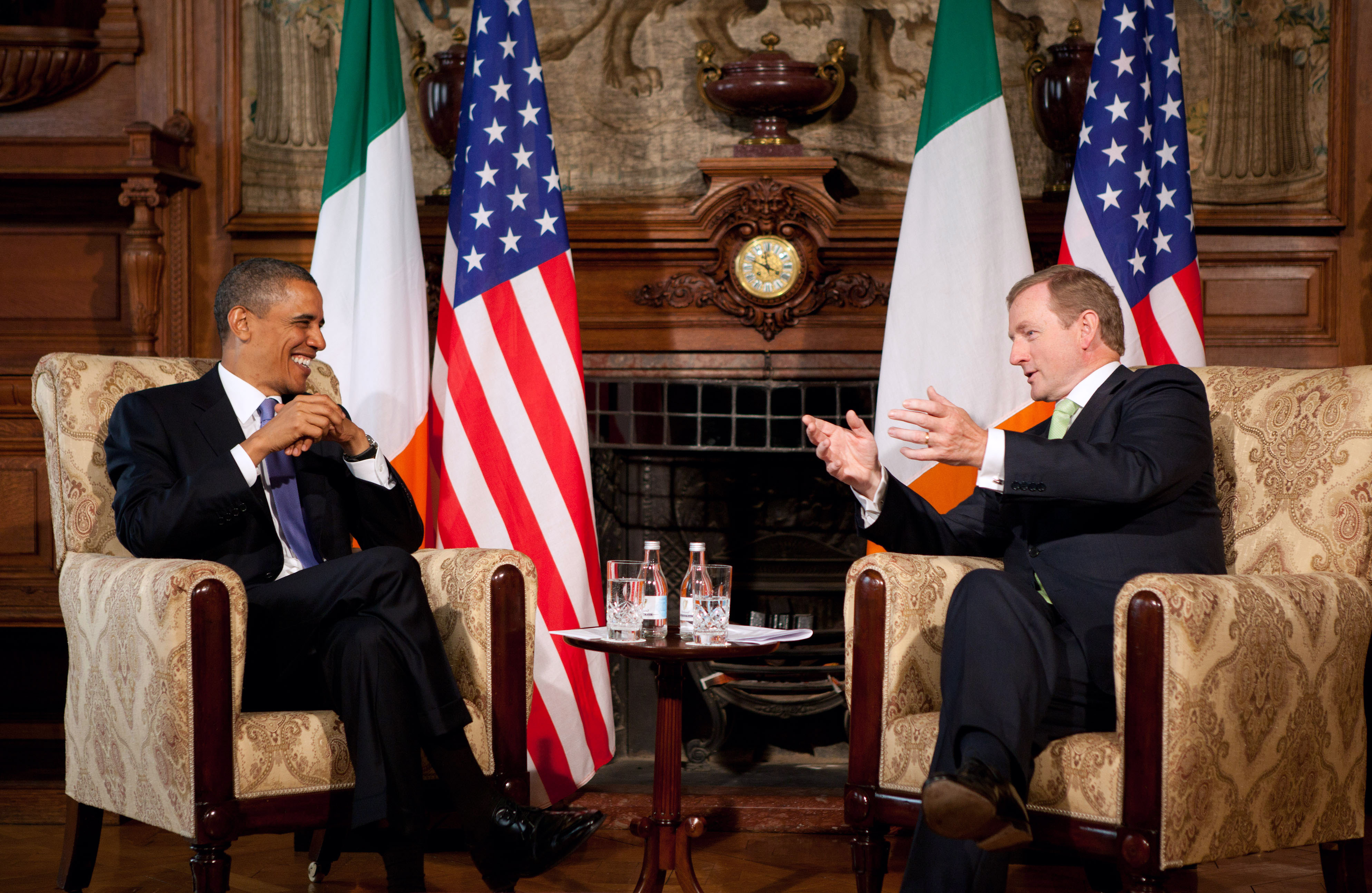
Barack Obama i Enda Kenny podczas wizyty prezydenta USA w Irlandii w maju 2011

Stosunki Irlandii i Stanów Zjednoczonych opierają się na więziach wspólnych przodków i wartości. Irlandia prowadzi politykę neutralności wojskowej i jest tym samym w opozycji do działalności wojskowych Stanów Zjednoczonych. Oprócz regularnego dialogu w kwestiach politycznych i gospodarczych, amerykańskie i irlandzkie rządy prowadzą oficjalne wymiany w takich dziedzinach jak medycznej, badawczej i edukacyjnej. W pierwszej dekadzie XXI wieku Irlandia starała się pełnić rolę mostu dyplomatycznego pomiędzy Stanami Zjednoczonymi a Unią Europejską. W trakcie swojego przewodnictwa w UE w 2004, skupiała się na wzmocnieniu więzi amerykańsko-unijnych, które zostały nadszarpnięte przez wojnę w Iraku.
W maju 2011 roku Irlandię odwiedził prezydent USA Barack Obama.

## Stosunki polsko-irlandzkie
Polska i Irlandia są pełnymi członkami w Unii Europejskiej i w Radzie Europy. W 2011 roku w Irlandii mieszkało ok. 122 tys. Polaków i było samym największą mniejszością narodową w tym kraju.